# Ciągnik rolniczy

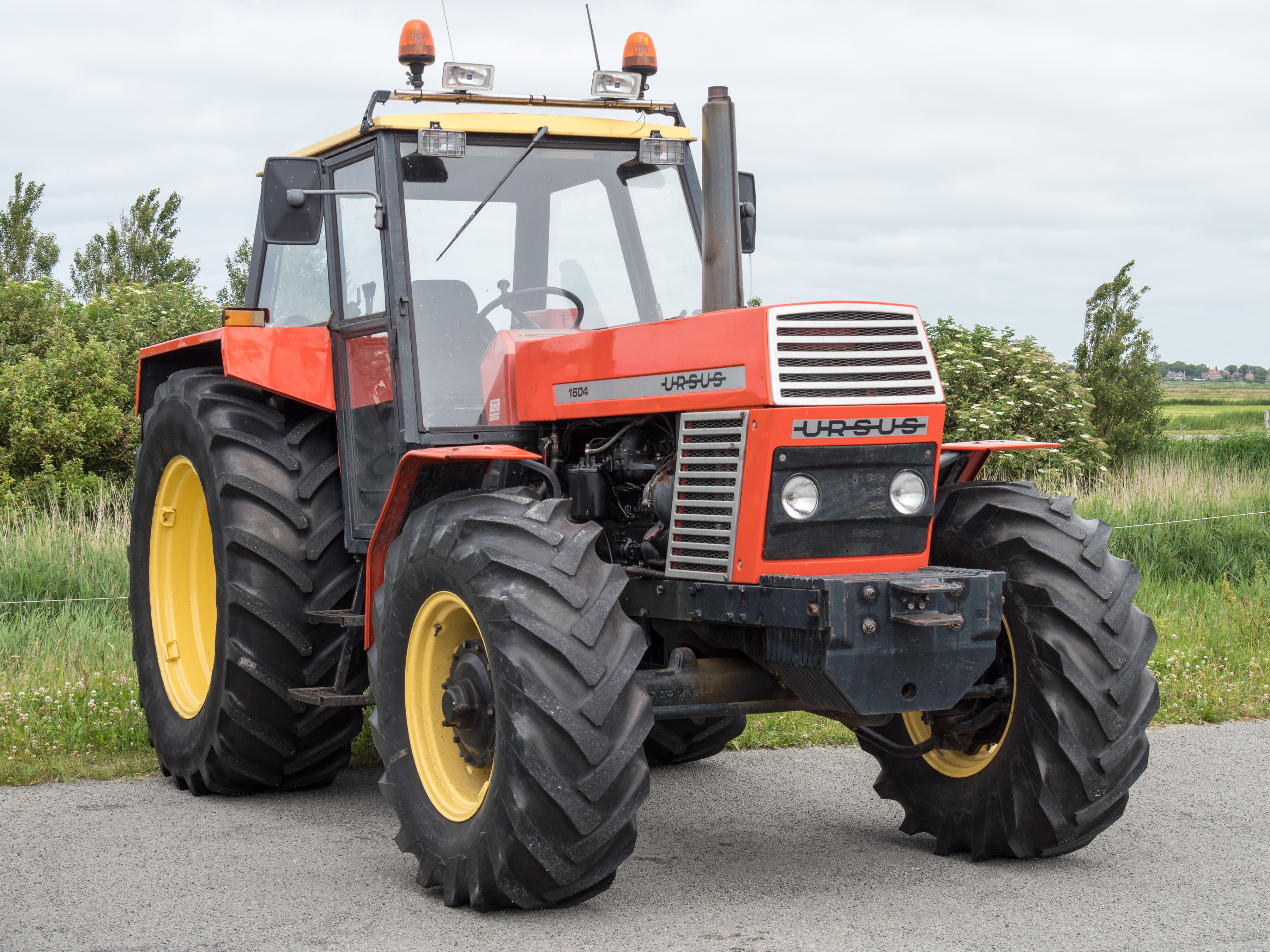
Ciągnik rolniczy Ursus 1604

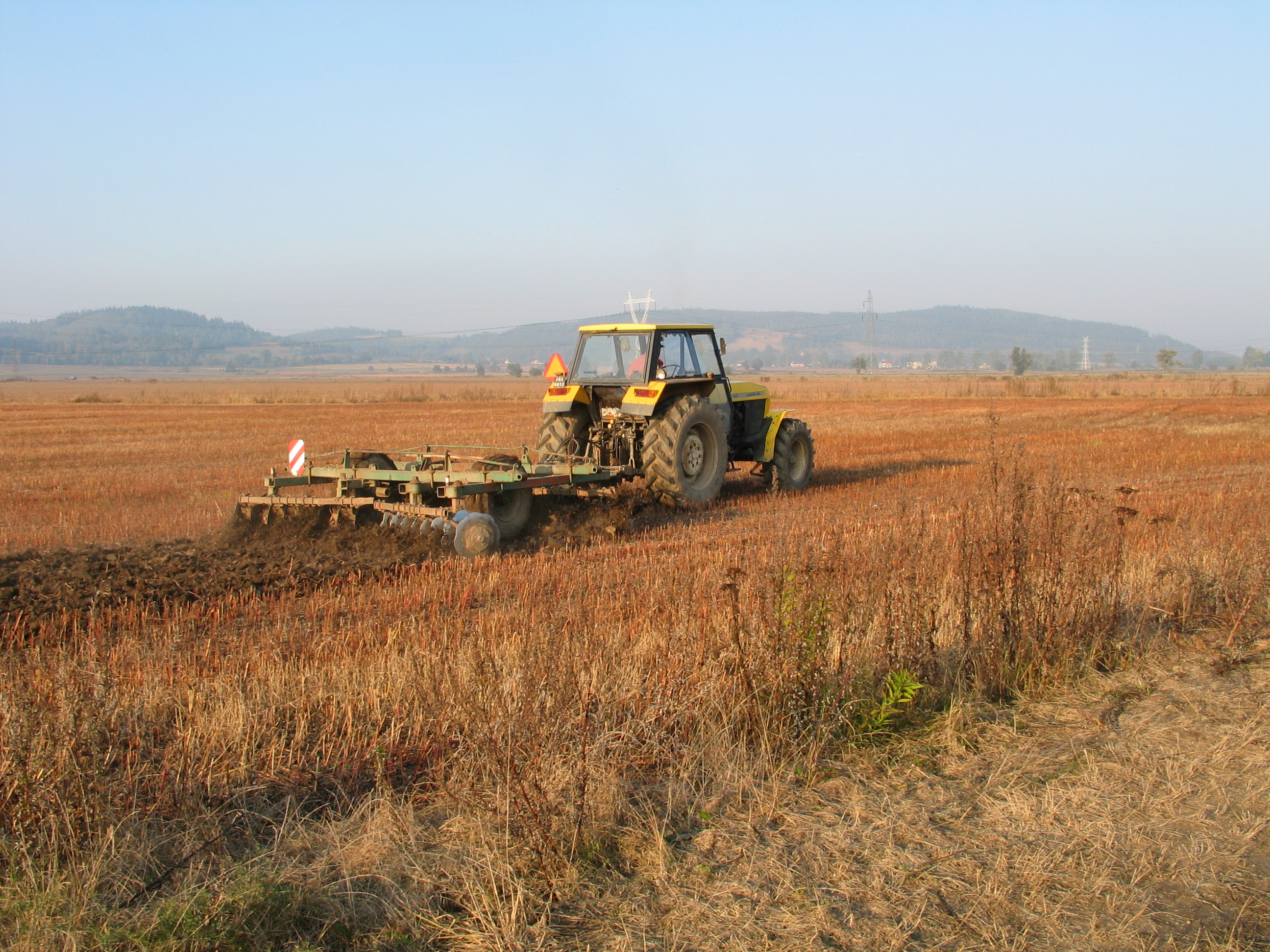
Ciągnik rolniczy Ursus 1224 ciągnący bronę talerzową podczas prac polowych

Ciągnik rolniczy, traktor – pojazd mechaniczny przeznaczony, wyłącznie lub głównie, do celów rolniczych, bez względu na to, czy jest on dopuszczony do używania na drogach publicznych.

## Nazwa
Nazwa „traktor” wywodzi się od łacińskiego słowa tractus (ciągnięcie, przeciąganie, wleczenie za sobą) i używana w większości języków na świecie. W Polsce początkowo zwany był ciągówką od słowa „ciągnąć” – współcześnie stosuje się własną nazwę ciągnik.

## Historia
Przed powstaniem traktora rolniczego prace uprawowe wymagały wsparcia zwierząt pociągowych, głównie koni, bydła i osłów. Około połowy XIX wieku rozpoczęto używanie lokomobili w systemie orki parowej, polegającej na przeciąganiu pługa przy pomocy lin pomiędzy dwiema maszynami rozstawionymi na krańcach pola. Pod koniec XIX wieku zaczęto produkować pierwsze samobieżne traktory o napędzie parowym.
Pierwszy skonstruowany na świecie ciągnik o napędzie spalinowym to maszyna konstrukcji Amerykanina Johna Froehlicha z 1892 roku. Pierwszy polski ciągnik (wówczas ciągówka) o napędzie spalinowym Ursus 1921/1922 opuścił fabrykę w 1922 roku.
Kolejnym etapem rozwoju ciągników było wyposażenie w trzypunktowy układ zawieszenia systemu Fergusona oraz wał odbioru mocy.

## Przepisy
Według prawa o ruchu drogowym w Polsce ciągnik rolniczy to pojazd silnikowy skonstruowany do używania łącznie ze sprzętem do prac rolnych, leśnych lub ogrodniczych. Ciągnik taki może być również przystosowany do ciągnięcia przyczep oraz do prac ziemnych.
Maksymalna dopuszczalna prędkość poruszania się ciągnika rolniczego w ruchu ulicznym to 30 km/h (także z przyczepą). Natomiast dopuszczalna prędkość, gdy traktor przewozi drużynę robotniczą w przyczepie, nie może przekraczać 20 km/h.

## Zastosowanie
Używany jest do przemieszczania pojazdów, maszyn i urządzeń nie posiadających własnego napędu (np. przyczep), do napędu maszyn i urządzeń nieposiadających własnego silnika za pośrednictwem wałka odbioru mocy (WOM), koła pasowego (obecnie praktycznie nie występuje) lub złączy hydrauliki zewnętrznej. Maszyny i urządzenia współpracujące z ciągnikiem można montować przy użyciu trójpunktowego układu zawieszenia (TUZ), w większości maszyn znajdującego się z tyłu maszyny, w nowoczesnych maszynach często występuje on również z przodu. Ciągnik rolniczy znajduje, jak nazwa wskazuje, zastosowanie przede wszystkim w rolnictwie, do prac polowych oraz transportowych, stąd wynikają niektóre jego cechy charakterystyczne, jak na przykład dobre własności poruszania się w terenie, niewielki nacisk jednostkowy na glebę, zwrotność, a przede wszystkim uniwersalność.

## Podział
W zależności od układu jezdnego rozróżnia się:
- ciągniki kołowe ze stałym napędem jednej (tylnej) osi (2WD(inne języki)) – ciągniki uniwersalne o mocy do 310 KM, najczęściej spotykane, obecnie są produkowane również z dołączanym napędem przedniej osi (MFWD(inne języki)). Tylne, stale napędzane koła, mają wyraźnie większą średnicę,
- ciągniki kołowe ze stałym napędem obu osi (4WD) – zazwyczaj ciągniki ciężkie, obecnie produkowane osiągają moc od 50 do 600 KM. Sterowanie ciągnikiem odbywa się za pomocą zwrotnicowego układu kierowniczego jednej lub obydwu osi, a w najcięższych maszynach za pomocą przegubowego układu kierowniczego,
- ciągniki gąsienicowe – ciągniki, w których układ jezdny stanowią gąsienice. Zazwyczaj stosowane do najcięższych prac, najczęściej spotykane na terenach podmokłych i o glebach ciężkich. W latach 70.-80. ciągniki na stalowych gąsienicach wskutek wielu wad i ograniczeń zastosowania praktycznie wyparte zostały przez ciężkie ciągniki kołowe. Obecnie, przy dużej uwadze, jaką przykłada się do ograniczenia ugniatania gleby, idea gąsienicowego układu jezdnego opartego na gąsienicach ze zbrojonej stalą nieścieralnej gumy przeżywa swój renesans. Ciągniki gąsienicowe osiągają obecnie moc do 600 KM,
- ciągniki półgąsienicowe – w zasadzie opierają się na idei ciągnika kołowego, lecz zamiast kół na jednej (ciągniki półgąsienicowe) lub wszystkich osiach stosuje się specjalne gąsienicowe wózki. Ciągniki takie łączą zalety ciągników gąsienicowych i kołowych.

Ciągniki kołowe można podzielić według specyficznego zastosowania:
- sadownicze – zwężone ciągniki o szerokości nieprzekraczającej 1,5 m, umożliwiające przejazd pomiędzy drzewami bez niszczenia owoców, zwykle o niedużej mocy;
- komunalne – małe ciągniki służące do robót komunalnych w miastach -  m.in. do odśnieżania dróg i koszenia trawy oraz utrzymywania zieleni w parkach. Zwykle wyposażone w opony o bieżniku przemysłowym;
- ogrodnicze – małe ciągniki przystosowane do upraw międzyrzędowych, o wąskich oponach z możliwością zmiany rozstawu kół, jednoosiowe lub dwuosiowe. W Polsce najczęściej spotykane to Ursus C-330 i Władimirec T-25. W Japonii rozwinęła się koncepcja miniciągników o napędzie na cztery koła;
- nośnik narzędzi - ciągnik z możliwością zamontowania na nim większej liczby narzędzi.

## Galeria

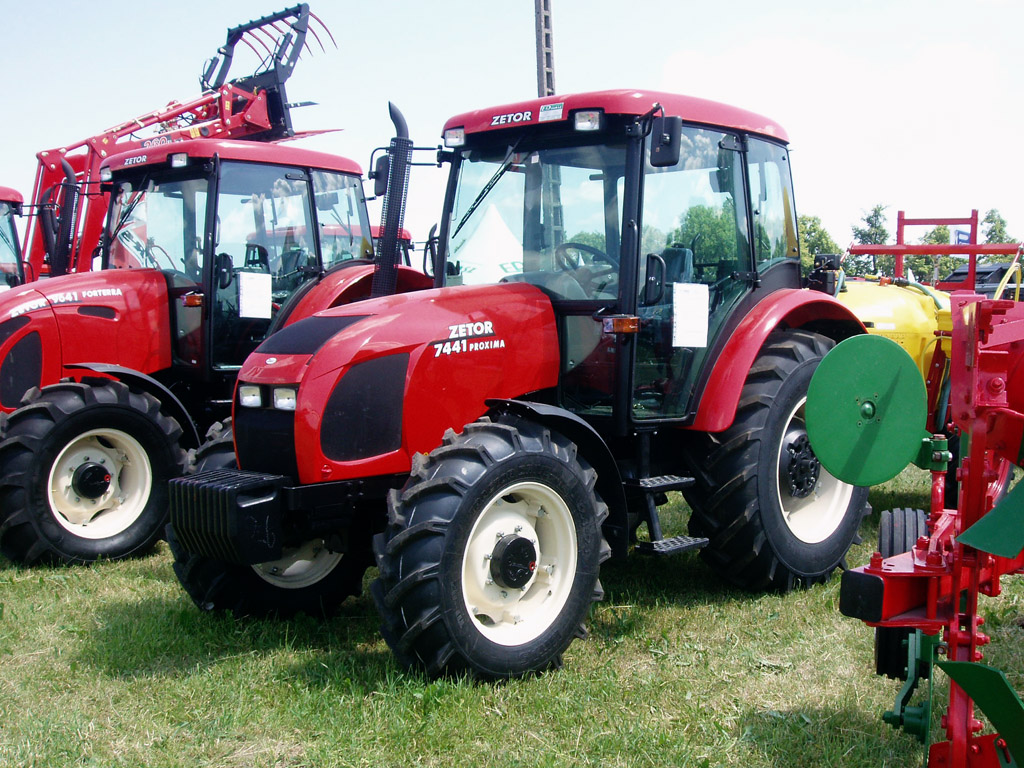
Zetor 7441
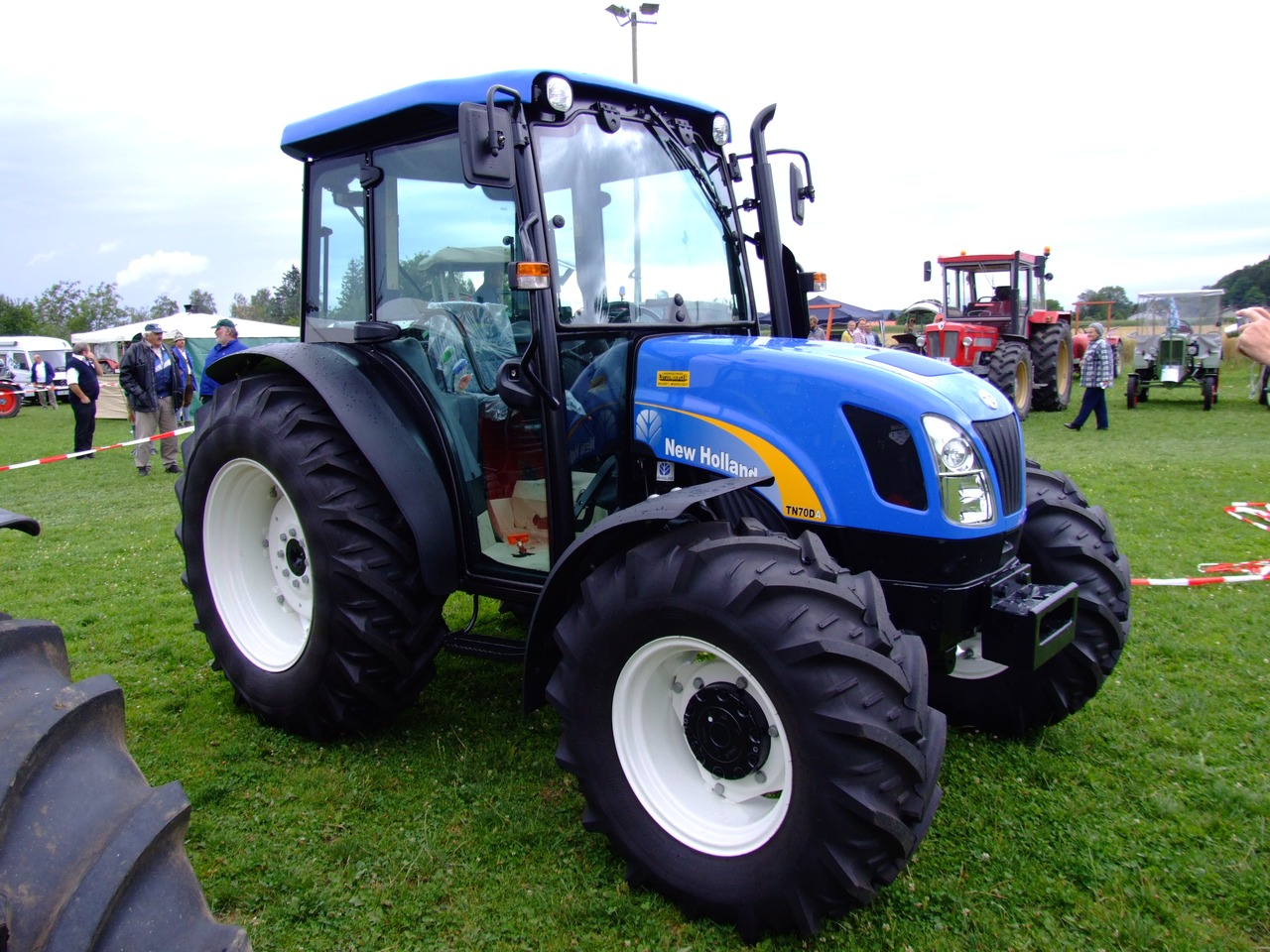
New Holland TN70DA
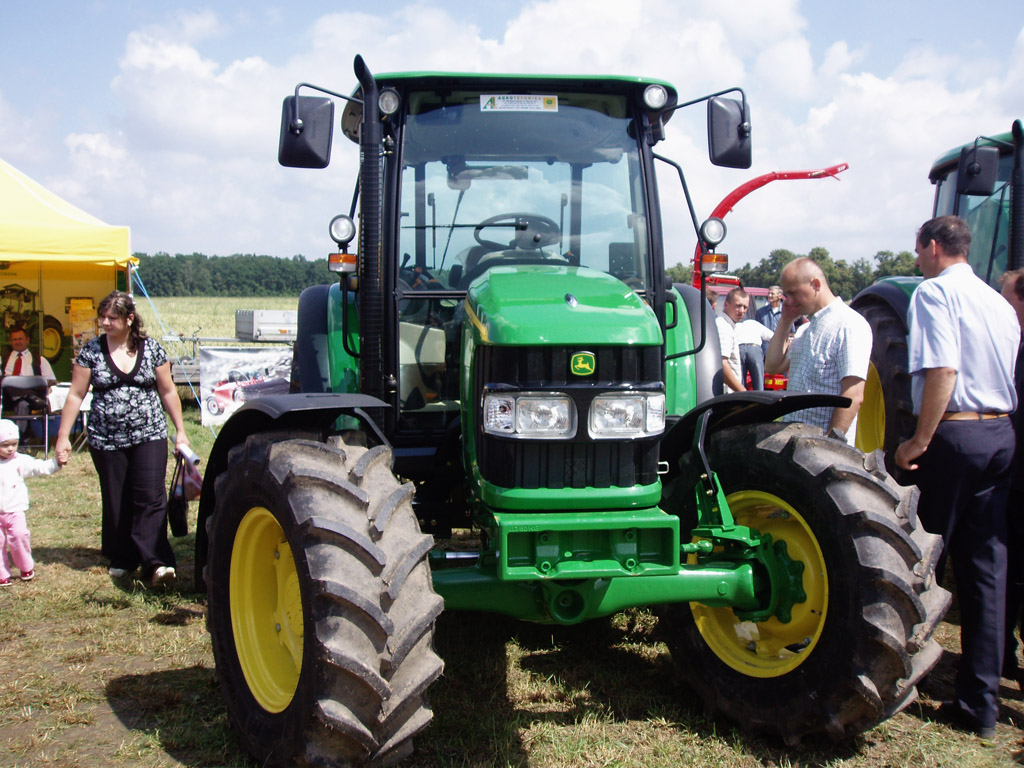
John Deere 5820
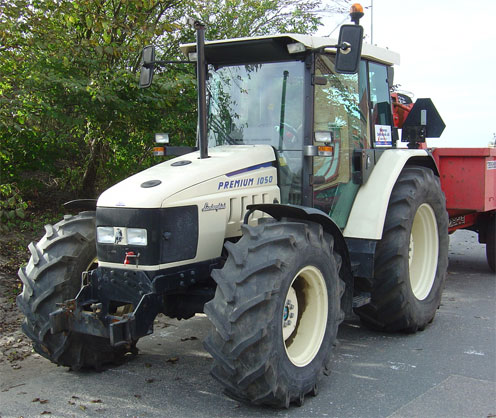
Lamborghini Premium 1050
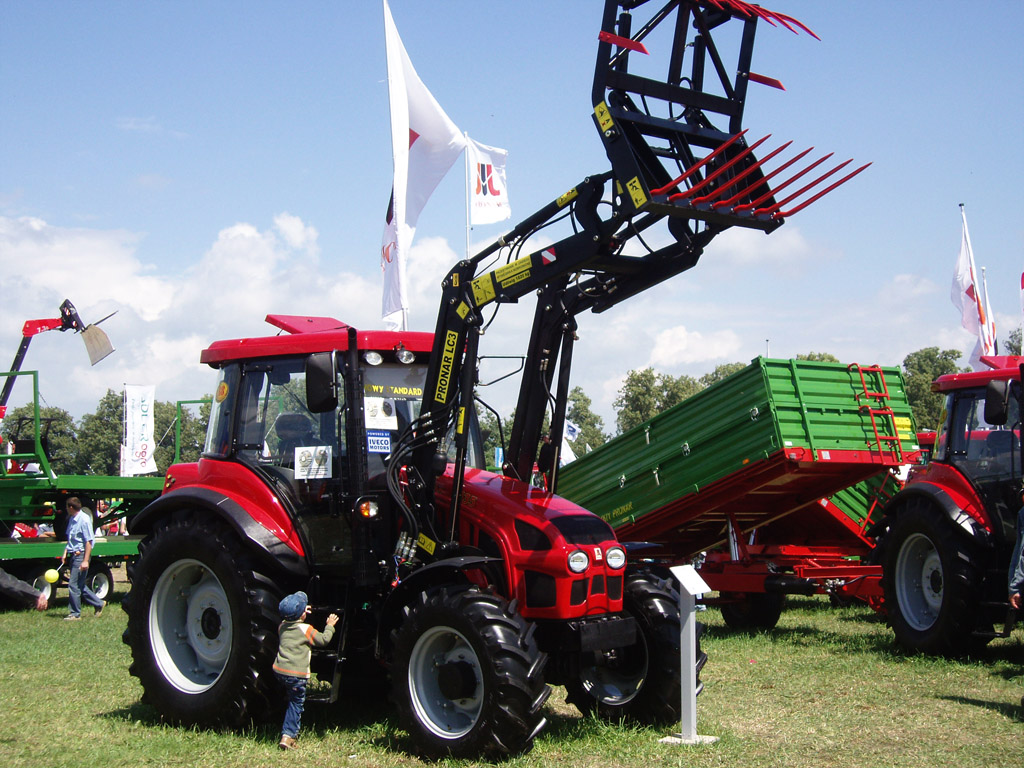
Pronar 5135